# Cinchonidine
La cinchonidine est un alcaloïde de formule C19H22N2O utilisé en synthèse asymétrique en chimie organique. C'est un diastéréoisomère de la cinchonine. Elle est naturellement présente, ainsi que son stéréoisomère, dans l'écorce des Cinchona d'où elle peut être extraite. Comme la plupart des alcaloïdes, elle est physiologiquement active et a des propriétés herbicides.

## Propriétés
À l'abri de la lumière et de l'air, c'est une substance incolore, faiblement soluble dans l'eau et stable. À la lumière et en présence d'oxydants, la cinchonidine se décompose ou s'oxyde et produit des composés jaunes. 
La distillation de la cinchonidine en présence d'hydroxyde de potassium donne de la quinoléine.